# Fotografia artystyczna

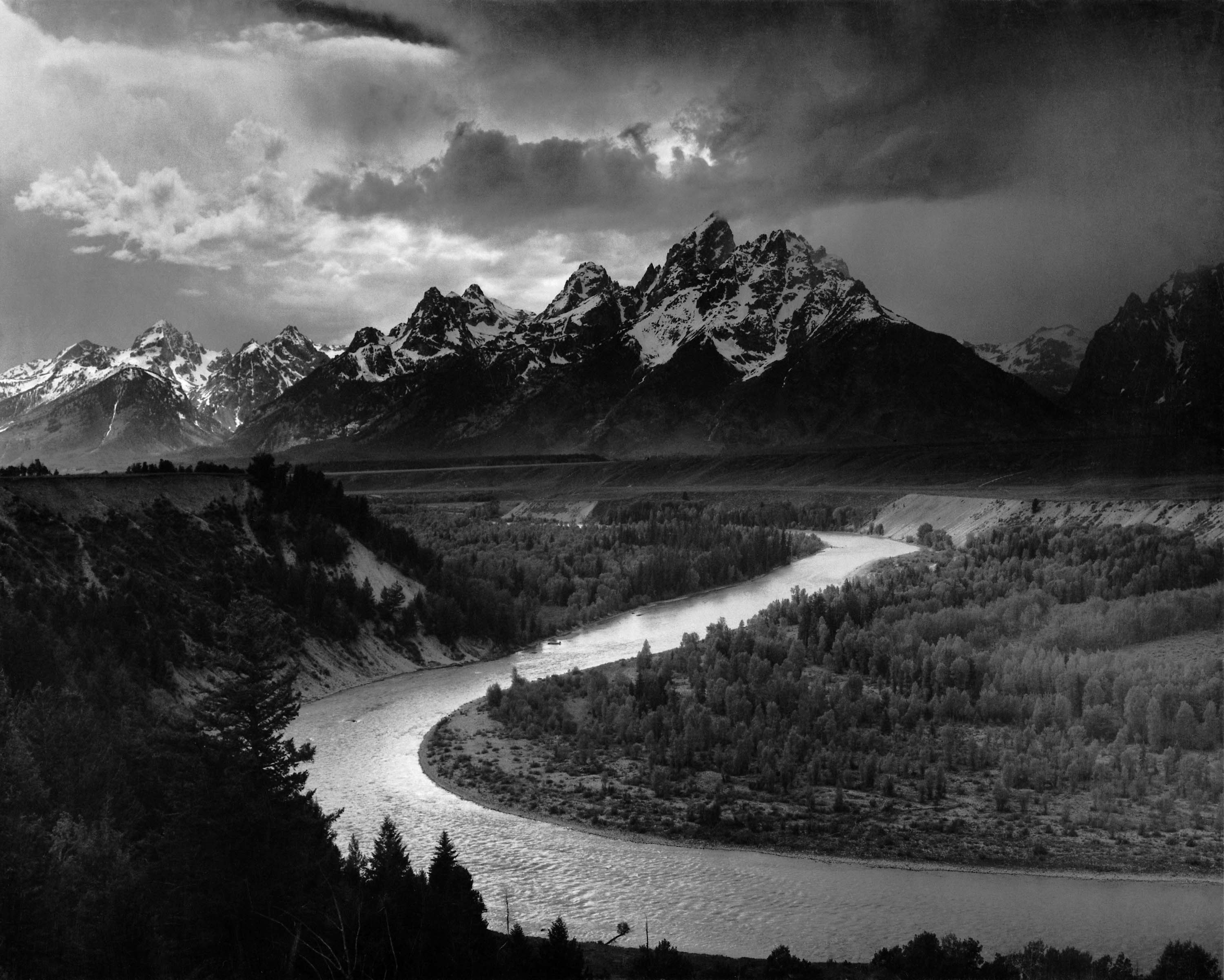
Fotografia koncepcyjna: Ansel Adams – The Tetons and the Snake River (1942)

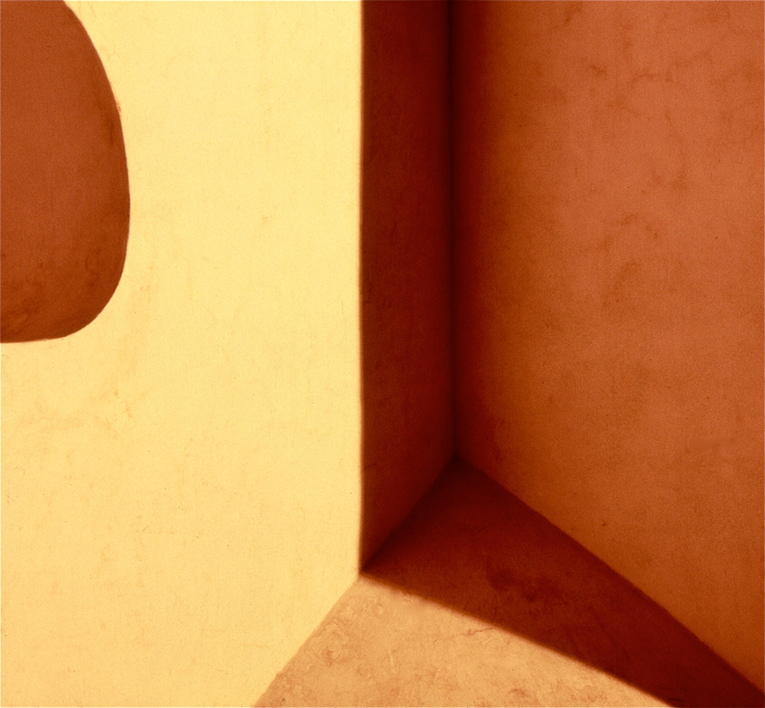
Fotografia abstrakcyjna: Augusto De Luca – Slide Color (1980)

Fotografia artystyczna – dziedzina sztuki wykorzystująca technikę fotografii dla twórczego przedstawienia wizji artysty – autora fotografii. W założeniu nie powinna odpowiadać i być kształtowana przez zewnętrzne komercyjne zamówienie. Ma być wizją artysty, który nie chce odwzorowywać świata takim, jaki jest, ale stara się pokazać go innym swoimi oczami.
Najczęściej używanym narzędziem artysty jest aparat fotograficzny, lecz prace mogą powstawać także bez użycia aparatu fotograficznego, czyli przy zastosowaniu luksografii. Fotografia artystyczna bywa używana jako środek wyrazu przez artystów niebędących fotografikami (sztuka wizualna, sztuka mediów, sztuka internetu).
Jak w innych dziedzinach sztuki podział na podkategorie fotografii artystycznej jest płynny. W najszerszym rozumieniu fotografia artystyczna będzie każdą formą fotografii nieklasycznej i niekomercyjnej, chociaż i taka definicja może być dyskusyjna.
Od 2005 roku odbywa się w Warszawie Warszawski Festiwal Fotografii Artystycznej poświęcony popularyzacji fotografii jako języka ekspresji współczesnych twórców.
Jak twierdzi wieloletni kurator festiwalu Magdalena Durda-Dmitruk, „fotografia artystyczna to fotografia w rękach artysty”. Wykracza poza tradycyjne podziały, gatunki oraz sposoby pojmowania, środek kreacji dający różnorodne możliwości twórczego zapisu.